# Шарапов, Гурдоржи Султумович
Гурдоржи́ Султу́мович Шара́пов (1915 (или 1917) — 1982) — в Великую Отечественную войну командир расчёта 76-мм орудия артиллерийской батареи 10-го гвардейского кавалерийского полка 3-й гвардейской кавалерийской дивизии, гвардии сержант, полный кавалер ордена Славы.

## Биография
Родился в 1915 году (вариант — 1917) в Селенгинском уезде Забайкальской области, в улусе Табхар, в семье крестьянина-скотовода. Закончил семь классов Загустайской средней школы, затем поступил в Кяхтинский землеустроительный техникум, окончил который в 1935 году.
В 1938 году был призван в Красную Армию, служил рядовым в кавалерии Забайкальского военного округа, через два года был демобилизован. В первые же дни Великой Отечественной войны, летом 1941 года, был призван на службу в Читу; вместе с однополчанином самовольно покинул часть, отбыв в Москву для защиты столицы, за что был помещён в штрафной батальон. Командовал расчётом противотанковой пушки. Под Москвой Шарапов получил первое боевое крещение, в составе кавалерийской дивизии. За этот бой получил первую награду (медаль «За боевые заслуги»). 
27-29 сентября 1944 года в боях в районе города польского города Седлец орудийный расчёт батареи 10-го гвардейского кавалерийского полка 3-й гвардейской кавалерийской дивизии конно-механизированной группы, 1-го Белорусского фронта под командованием гвардии сержанта Гурдоржи Шарапова уничтожил вражеский пулемёт с расчётом, противотанковую пушку и тягач противника; получил ранение, но поле боя не покинул. Затем у населённых пунктов Нове-Игане и Нове-Ополе (в четырёх километрах западнее города Седльце) Шарапов с расчётом уничтожил свыше 10 единиц живой силы противника. За этот бой 13 августа 1944 года был награждён орденом Славы 3-й степени. 
26 января 1945 года у населённого пункта Брахлин (11 км к юго-западу от города Хелмно, Польша) орудийный расчёт Шарапова, отражая контратаку врага, подбил автомашину с зенитной установкой и уничтожил до 10 немецких солдат. 3 февраля 1945 года в районе города Ландек, отбивая немецкую контратаку, расчёт Шарапова вывел из строя две огневых точки и свыше 10 гитлеровцев.За эти бои 12 февраля 1945 года награждён вторым орденом Славы 3-й степени.
1 мая 1945 года при форсировании канала Хафеллендишер — Гроссер-Хаупт (16 км северо-западнее города Науэн, Германия) расчёт Шарапова прямой наводкой подавил два миномёта, пулемёт и вывел из строя свыше 10 пехотинцев противника. 17 июля 1945 года награждён орденом Славы 2-й степени.
После демобилизации вернулся на родину, работал секретарём первичной парторганизации колхоза имени Куйбышева, окончил с отличием курсы секретаря парторганизации; впоследствии также работал учителем и чабаном. После выхода на песнию проживал в селе Жаргаланта Селенгинского района Бурятской АССР. Умер в 28 августа 1982 году в селе Жаргаланта. Похоронен на кладбище местности Шенэ-Зам (в 8,8 километра к северу от села Жаргаланта).
В 1989—1990 годах однополчанин Гурдоржи Шарапова С. Хандажапов нашёл в архивах все наградные листы на гвардейца-артиллериста и отправил ходатайство на исправление ошибки награждения. Указом Президиума Верховного Совета СССР от 2 января 1990 года в порядке перенаграждения Шарапов Гурдоржи Султумович за отвагу и героизм, проявленные в боях по защите Отечества, вместо ордена Славы 3-й степени, полученного 12 февраля 1945 года, был награждён орденом Славы 1-й степени, став, таким образом, одиннадцатым в Республике Бурятия полным кавалером этого ордена. Орден Славы 1-й степени № 2171 был вручён семье ветерана.
В честь Шарапова Г.Ц. были названы улицы в Улан-Удэ и улусе Жаргаланта, где он проживал после войны. В городе Гусиноозёрске в 2017 году открыт сквер имени героя, в феврале 2018 года в сквере установлен бюст Шарапова.